# テトラルキア
テトラルキア（古代ギリシャ語: τετραρχία、tetrarkhía、ラテン語: tetrarchia、英語: tetrarchy、「4名の支配」の意）は、古代ローマにおける政治体制の一つで、帝政ローマ後期に即位した皇帝ディオクレティアヌスが西暦293年に行ったのが始まりとなる。四分統治制（しぶんとうちせい）ともいう。本来は寡頭制において4名による支配を行う場合を指すが、単に「テトラルキア」と呼ぶ場合はディオクレティアヌスに始まる分担統治を意味する。
軍人皇帝時代に終止符を打ったディオクレティアヌスは、長い内乱によって疲弊し政治的に不安定な中で、広大な領土を支配する必要があった。まず共同皇帝制（これもローマにおける寡頭制の一種である）を利用して帝国領を2分し、その上でそれぞれの副帝（皇帝の補佐官）に互いの領域を更に分与することで帝国領を4分した。
ディオクレティアヌスの死後も、皇帝権の分散という方策は細部を変えながらも後継者であるガレリウス帝へ継承され、コンスタンティヌス1世の即位まで継続されたと考えられている。

## テトラルキアの定義
先述のとおり「テトラルキア」という言葉自体は古くからあり、必ずしもディオクレティアヌスやガレリウスの治世を指すとは限らない。それ以前の国家でも、複数の君主が並び立って統治することがあった。例えば、古代イスラエルのヘロデ王が没した後にもテトラルキア制度が採用され、ヘロデ死後の王国に多大な影響を与えた（古代イスラエルのテトラルキア (Tetrarchy (Judea)) ）。プリニウスはテトラルキアという制度を「等しい地位を持つ4つの国」と説明した。
今日的に理解されるテトラルキアである「ディオクレティアヌスのテトラルキア」と、それ以前におけるテトラルキアは用語として異なる部分がある。古代イスラエルのテトラルキアでは4つの国は全てが独立国として扱われ、各々の太守は同格とされた。対するディオクレティアヌスのテトラルキアではローマ帝国はひとつであり、4人の皇帝はその統治を分担していたに過ぎない。何より、他の皇帝はディオクレティアヌスの下位に置かれていた。つまり、ヘロデ死後の古代イスラエルに比べ、「ディオクレティアヌス帝 ＞ 他の皇帝・副帝」と階層的であり、また集権的な特徴を有していた。
近代の歴史学においても、ディオクレティアヌスの治世を説明するのにテトラルキアという言葉は用いられなかった。ギボンはディオクレティアヌスの支配を「新しい帝国」として変化を表現したが、テトラルキアという単語は使わなかった。テオドール・モムゼンも同様にテトラルキアとは表現しなかった。1887年にシラーが Geschichte der Romischen Kaiserzeit で初めて “Diokletianische Tetrarchie”（ディオクレティアヌスのテトラルキア）と表現したが、オットー・ゼーク (Otto Seeck) によって用語として定着するまでに十数年の月日を要した。

## 四皇帝領

各皇帝の担当領域の変遷

それぞれが管理する領土を分割する以上、当然ながら各々の領土の中心となる拠点も各地方領ごとに存在した。「唯一の都」としてローマ帝国の首都であったローマは、どの皇帝の拠点ともされなかった。広大化した帝国を効率的に治めることを目的としたテトラルキアにおいては、発祥の地である首都ローマよりも、それぞれの皇帝領を維持する上で有利な地理的条件のある土地が皇帝の拠点として選ばれた。ローマは「唯一の都」として別格の存在であり、独自の首都長官（praefectus urbis）の統治下に入ることとなった。これは本土という概念においても同じで、イタリア本土も四皇帝領とは別格の存在として扱われた。

### 4人の宮廷と担当領域
ニコメディア
東方正帝ディオクレティアヌスの都。現トルコ領イズミット。アナトリア北西にあった。バルカン方面やサーサーン朝ペルシアに対する防衛拠点であり、のちのコンスタンティノポリス（現トルコ領イスタンブール）とは異なる。318年のコンスタンティヌス1世による帝国再編に伴い、最大の脅威であるサーサーン朝に面するこの領域は重要性を増した。ディオクレティアヌスの担当領域はオリエンス道（praefectura praetorio Orientis, オリエンス行政区）で、ニコメディアはのちに東ローマ帝国の中核都市となった。
シルミウム
東方副帝ガレリウスの都。現セルビア領スレムスカ・ミトロヴィツァ。ベオグラードを含むヴォイヴォディナ地方にあった。彼の担当は、バルカン半島とドナウ川流域のイリュリクム道（praefectura praetorio per Illyricum, イリュリクム行政区）であった。
メディオラヌム
西方正帝マクシミアヌスの都。現イタリア領ミラノ。アルプス山脈近傍にあった。彼の担当領域イタリア道（praefectura praetorio Italiae, イタリア行政区）は、ヒスパニアとイタリア、アフリカであった。
アウグスタ・トレウェロルム
西方副帝コンスタンティウス・クロルスの都。現ドイツ領トリーア。ローマから遠く離れた地にあった。この地は防衛戦略上重要なライン川境界に近く、かつてはガリア皇帝テトリクス1世が拠点としていたが、四半世紀を経てガリア道（praefectura praetorio Galliarum, ガリア行政区）となっていた。
これら4都市のほか、アドリア海に面した港町アクィレイア、スコットランドとアイルランドのケルト人勢力に接するイングランド北部のエボラクム（Eboracum, 現ヨーク）もまた、マクシミアヌスとコンスタンティウスにとって重要な防御拠点であった。
地方統治に関しては4人の皇帝に正確な領域区分は定められていなかった。テトラルキアはローマ帝国が4つに分裂したという状態を意味するものではない。4人の皇帝はおのおの勢力範囲を持っていたが、それは最高軍事指揮権を主としており、自身が出陣することも頻繁にあった。その間は各皇帝の近衛府長官や知事、総督を長とする官僚組織からなる行政府が執政を代行していた。西方では正帝マクシミアヌスはアドリア海と流砂の西方に位置する属州を管轄した。副帝コンスタンティウスはその領域内でガリアとブリタンニアを統括した。
東方では正帝ディオクレティアヌスと副帝ガレリウスの間に明確な権力区分はなく、柔軟に運用されていた。キリスト教徒の作家ラクタンティウスとアウレリウス・ウィクトル（約50年後の著述で信頼性は低い）をはじめとする幾人かの著述家は、4人の正副帝には確固たる勢力区分があったと述べているが、これはテトラルキアに対する理解が不十分であったためと思われる。

### 肖像
テトラルキア制の元に皇帝権は四分されつつも「統一された帝国」（patrimonium indivisum）という立場は守られ、四人の皇帝の肖像はこれ強調する形で用いられた。
四皇帝が並び立つ肖像では、必ず四人は同じ様な姿で作られた。同様にテトラルキア制の元で鋳造されたコインでも四皇帝は同じ姿で彫られていた。それらを見分ける為には近くに彫られている名前を見て判断する以外に方法が無かった。1204年に東ローマ帝国（ビザンツ帝国）から略奪され、ヴェネツィアへ持ち込まれたテトラルキアの像は四名が全く同じ姿で描かれている。

## 歴史

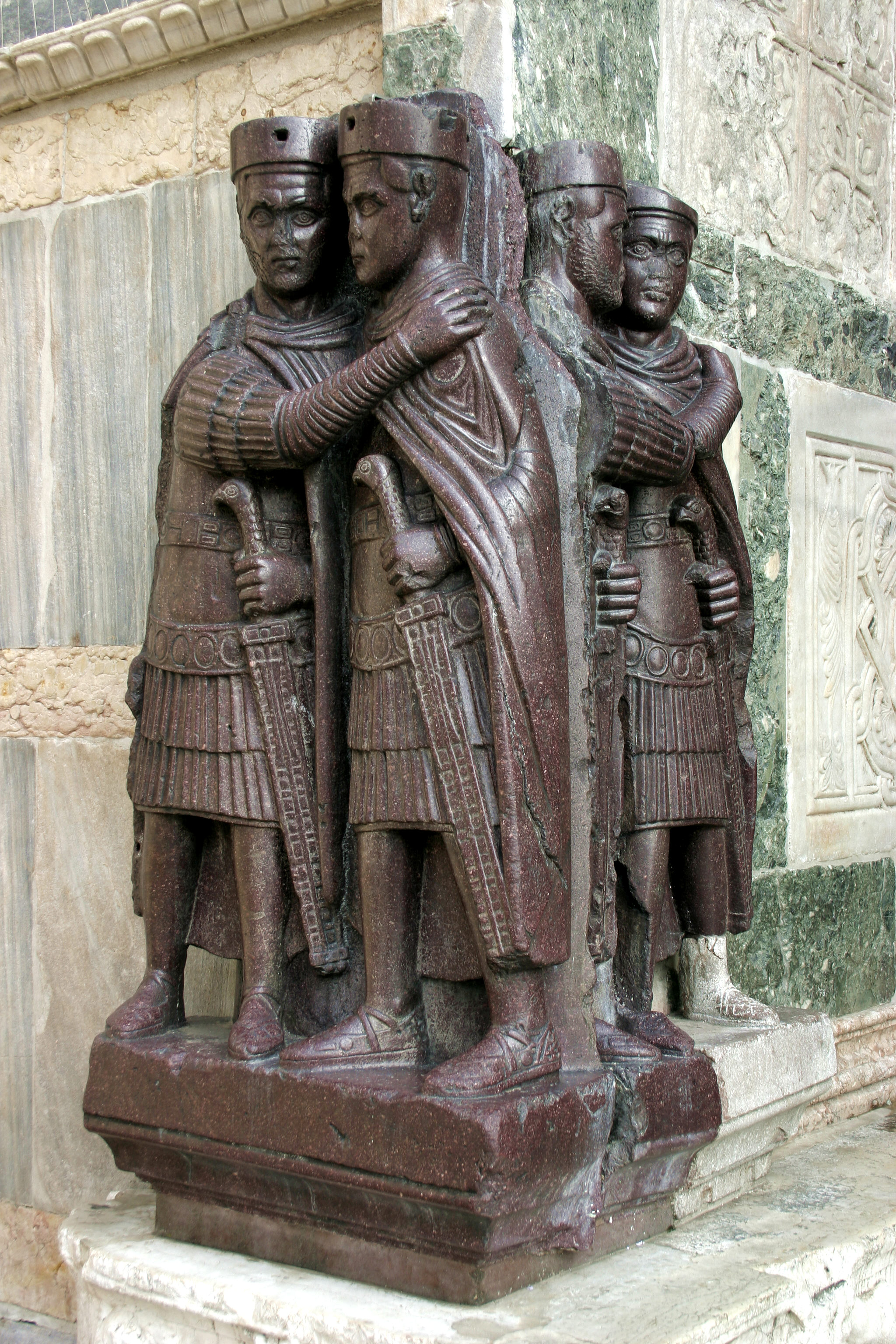
4人の皇帝（1204年にコンスタンティノポリスの宮殿から略奪された斑岩製彫刻、サン・マルコ広場（ヴェネツィア）の史跡）

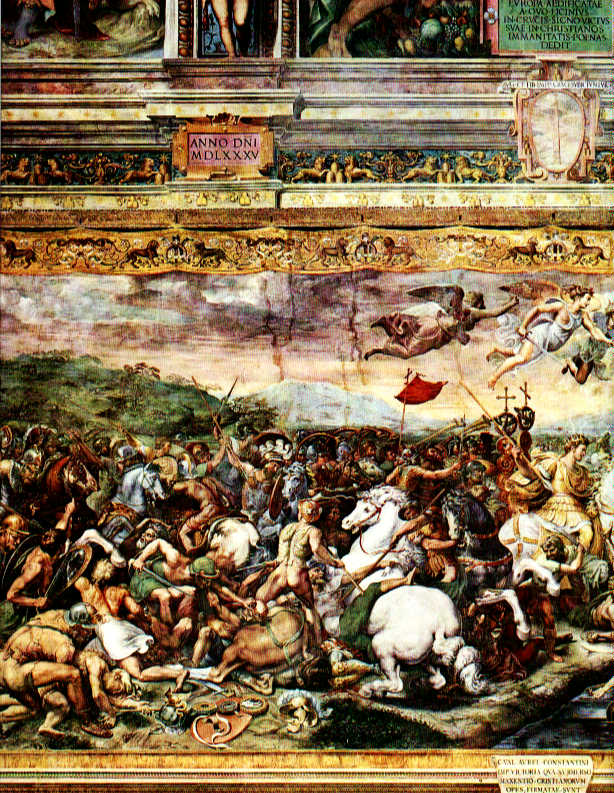
ミルウィウス橋の戦いのコンスタンティウス1世。ラファエロ・サンティ作のフレスコ画。バチカン宮殿所蔵

### 成立過程
284年に即位したディオクレティアヌスが自らのテトラルキア体制を確立するまでには段階があり、慎重に権力の移譲が進められていった。まず最初に、腹心で285年に副帝へ叙任されていたマクシミアヌスを286年に共同皇帝に昇格させ、領土の支配権を分与して二頭政治を確立した（第一段階）。この体制化では重要度の高かった帝国東方の諸属州を抑えるのにディオクレティアヌスが専念するため、マクシミアヌスがイタリア本土を含む西方地域の管理を行う事が目的であった（西方正帝・東方正帝）。しかし統治が進むにつれて国境紛争の多い東方領土を管理するには皇帝一人では手が回らず、また西方も広大な後方地域を管理するにはやはり皇帝一人では足りなかった。
293年、皇帝と共同皇帝がそれぞれ副帝を新たに叙任するという新しい試みがディオクレティアヌスから提案され、マクシミアヌスも了承した（東方副帝・西方副帝）。かくしてガレリウスとコンスタンティウス・クロルスが副帝に昇格し、帝国は四分された（第二段階）。305年に老齢を理由にディオクレティアヌスとマクシミアヌスが退位すると、そのまま二人の副帝は皇帝へ昇格した。空席となった二つの副帝も新たにフラウィウス・ウァレリウス・セウェルスとマクセンティウスが任命され、人物を変えながらもテトラキア体制は継承された。

### 軍事的成功
「3世紀の危機」において皇帝が直面した問題は、自身が軍隊の指揮できる場所は、常に国境周辺の一箇所に限られるというものであった。アウレリアヌス帝やプロブス帝は何千マイルもの距離も厭わず軍隊を引き連れて戦地間を移動したが、この方策は理想的とはいえなかった。また、皇帝が不在の地域で次位の将軍に権限を委任することもあったが、これには戦いに勝利した将軍がそのまま皇帝を名乗って敵対するという危険性があり、時にこれは現実となった。
テトラルキアでは、2人が正帝で2人が副帝とはいうものの、帝位を持つ4人の役割と権限は同じで、基本的に同じ地位にあった。デュアルキア（2分割支配）とテトラルキアでは、問題地域の近くに常時1人は皇帝がいるため、国境周辺の一領域に限らず、同時に複数箇所で皇帝自身が軍を指揮できるようになった。これにより、重要な軍事的成功を収めることができた。3世紀には、ローマはペルシアに敗北を重ねており、296年にも敗北したが、298年にはガレリウス帝が逆転してナルセ1世率いるペルシア軍を撃破した。この戦勝ではナルセの一族を捕虜とし、相当な量の戦利品を獲得したうえ、かなり有利な和平条約の締結に成功して、その後数10年にわたる平和をもたらした。同様に、コンスタンティウス帝もブリタンニアにて帝位を簒奪したアレクトゥス (Allectus) を破り、マクシミアヌス帝はガリアを平定し、ディオクレティアヌス帝はエジプトにてドミティウス・ドミティアヌス (Domitius Domitianus) の反乱を打ち破った。

### 内戦
305年、ディオクレティアヌスとマクシミアヌスは20年の統治を終え、ともに退位した。同時に副帝であったガレリウスとコンスタンティウスは正帝に昇格し、新たにマクシミヌス・ダイアがガレリウスの副帝（東方）に、フラウィウス・ウァレリウス・セウェルスがコンスタンティウスの副帝（西方）に選任された。ここに第2のテトラルキアが形成されたのである。
しかしこの制度は間もなく瓦解した。306年、西方正帝コンスタンティウスが死ぬと、東方正帝ガレリウスは西方副帝セウェルスを正帝とした。一方、コンスタンティウスの息子コンスタンティヌス（後の1世、大帝）も、軍に推戴され父の後継者として西方正帝を宣言した。同時にマクセンティウス（マクシミアヌスの息子）は新秩序から疎外された身分を不満とし、セウェルスを退位させ、307年には殺害した。その後、マクシミアヌス・マクセンティウス父子も正帝を宣言した。すなわち、308年にはガレリウス、コンスタンティヌス（1世）、マクシミアヌス、マクセンティウスの4人が正帝を名乗り、副帝は東方のマクシミヌスのみという状況になった。
308年、元々の東方正帝ガレリウスは先帝ディオクレティアヌスと（同じく先帝であるはずの）マクシミアヌスを伴い、ドナウ川河畔のカルヌントゥムでいわゆる「帝国会議」を開催し、リキニウスが西方正帝でコンスタンティヌス1世はその副帝であるという合意を得た。一方、東方ではガレリウスとマクシミヌスが引き続き正帝と副帝に就いた。一度は復位を宣言したマクシミアヌスは再び引退し、その子マクセンティウスは簒奪者とされた。だが、この合意がのちに事態を一層悪化させることとなった。308年の時点で皇帝の位から追われたマクセンティウスは、イタリアとアフリカを事実上支配していた。また、コンスタンティヌス1世とマクシミヌスの両者（ともに305年から副帝）は正帝としてのリキニウスの幕下に入る気は毛頭持ち合わせず、その地位を認めようともしなかった。
コンスタンティヌス1世とマクシミヌスの両者に「正帝の息子（filius Augusti）」（副帝の別称であり同時に正帝位の継承権も意味した）という名目的な称号を与えることで懐柔しようという試みは失敗に終わり、309年には両者とも正帝と認めざるを得ない状況となった。こうして4人の正帝が互いに反目しあっている状態が生まれたが、これはテトラルキアにとって好ましい状況とはいえなかった。

### 崩壊
309年から313年の間に、皇帝の座を狙った有力者の多くが、内戦などで表舞台から去ることとなった。310年、コンスタンティヌス1世は、マクシミアヌスを絞首台に送ることに成功した。311年には東方正帝ガレリウスが死去、「簒奪者」マクセンティウスは、312年にミルウィウス橋の戦いでコンスタンティヌス1世に敗れ、戦死した。313年、東方副帝マクシミヌスはリキニウスと戦って敗れ、タルススで自害した。結果として313年には西方正帝コンスタンティヌス1世と、東方正帝リキニウスだけが残った。
324年、コンスタンティヌス1世はリキニウスを破って自ら「唯一の正帝」を宣言、ここにディオクレティアヌスによるテトラルキアは一旦の終焉を迎えた（コンスタンティヌス朝）。

## 皇帝一覧

### 肖像

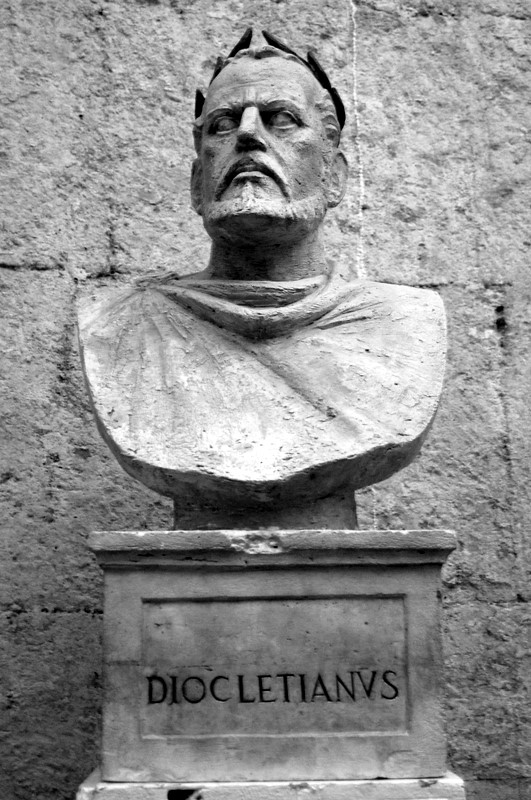
ガイウス・アウレリウス・ウァレリウス・ディオクレティアヌス
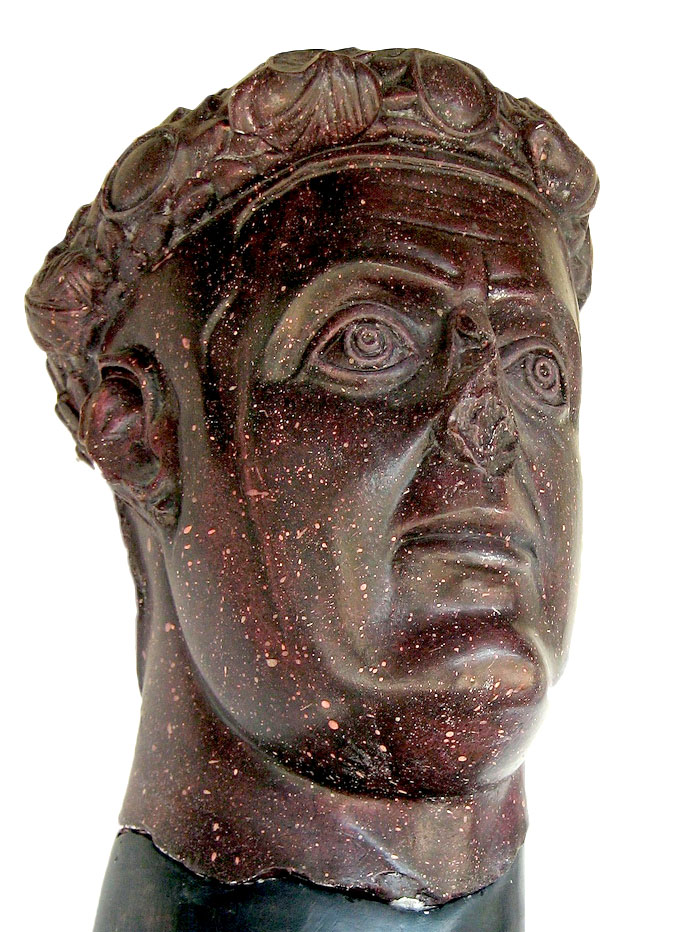
ガイウス・ウァレリウス・マクシミアヌス・ガレリウス
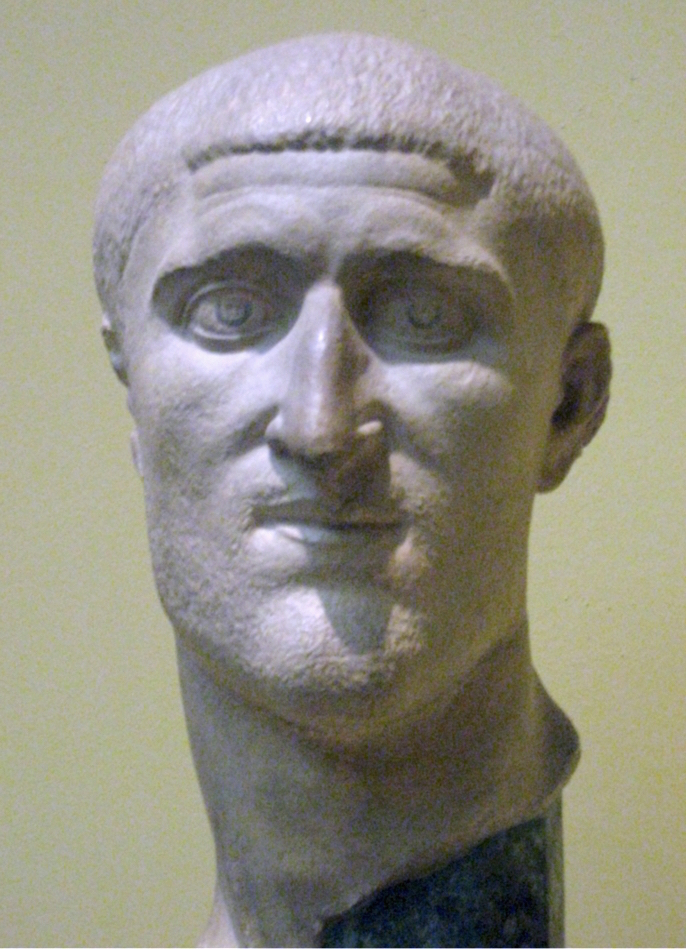
ガイウス・フラウィウス・ウァレリウス・コンスタンティウス
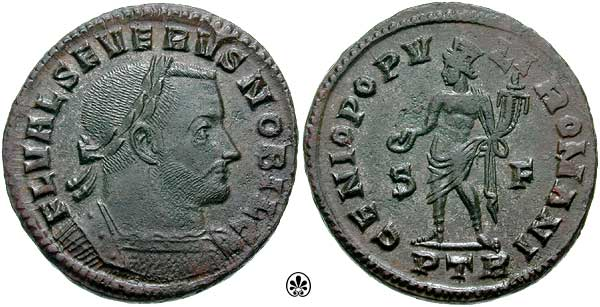
フラウィウス・ウァレリウス・セウェルス
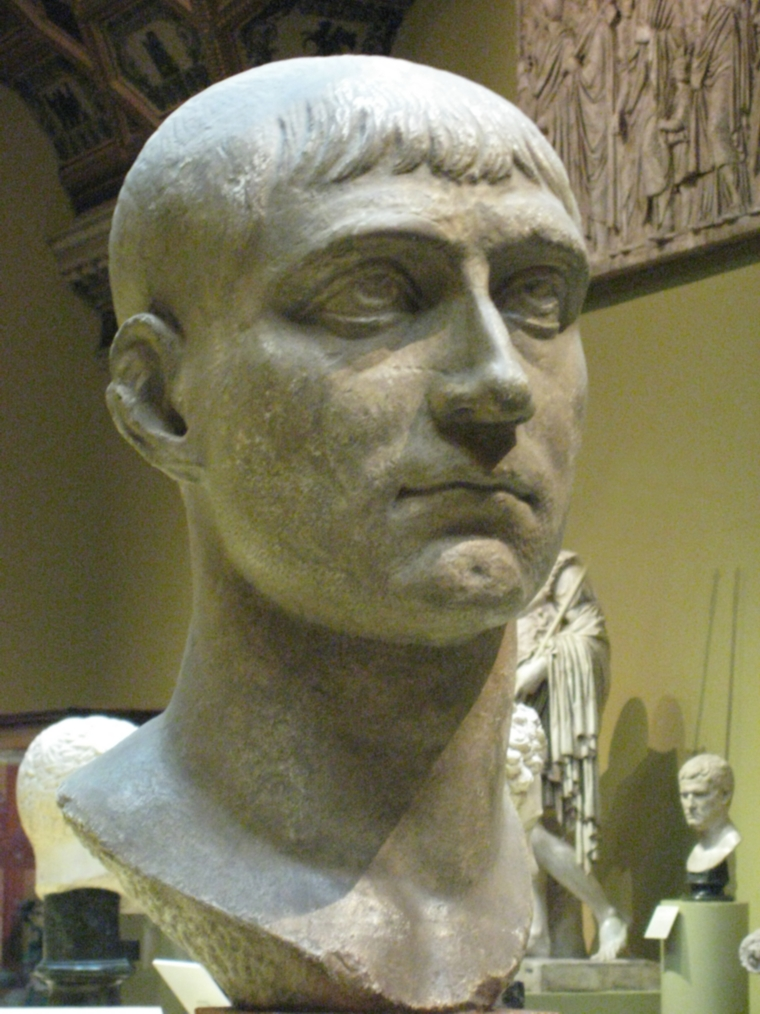
マルクス・アウレリウス・ウァレリウス・マクセンティウス
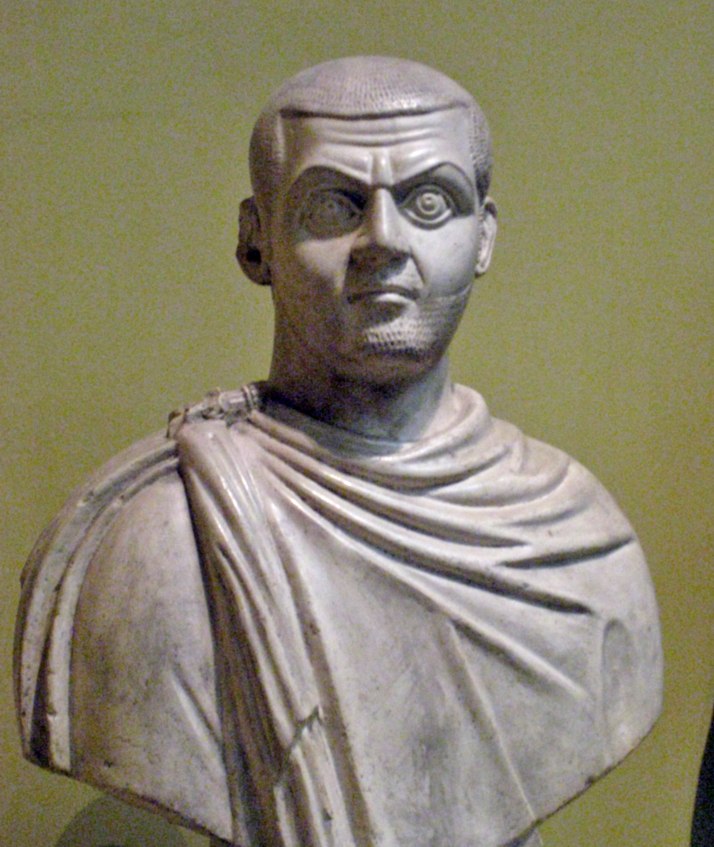
ガイウス・ウァレリウス・ガレリウス・マクシミヌス
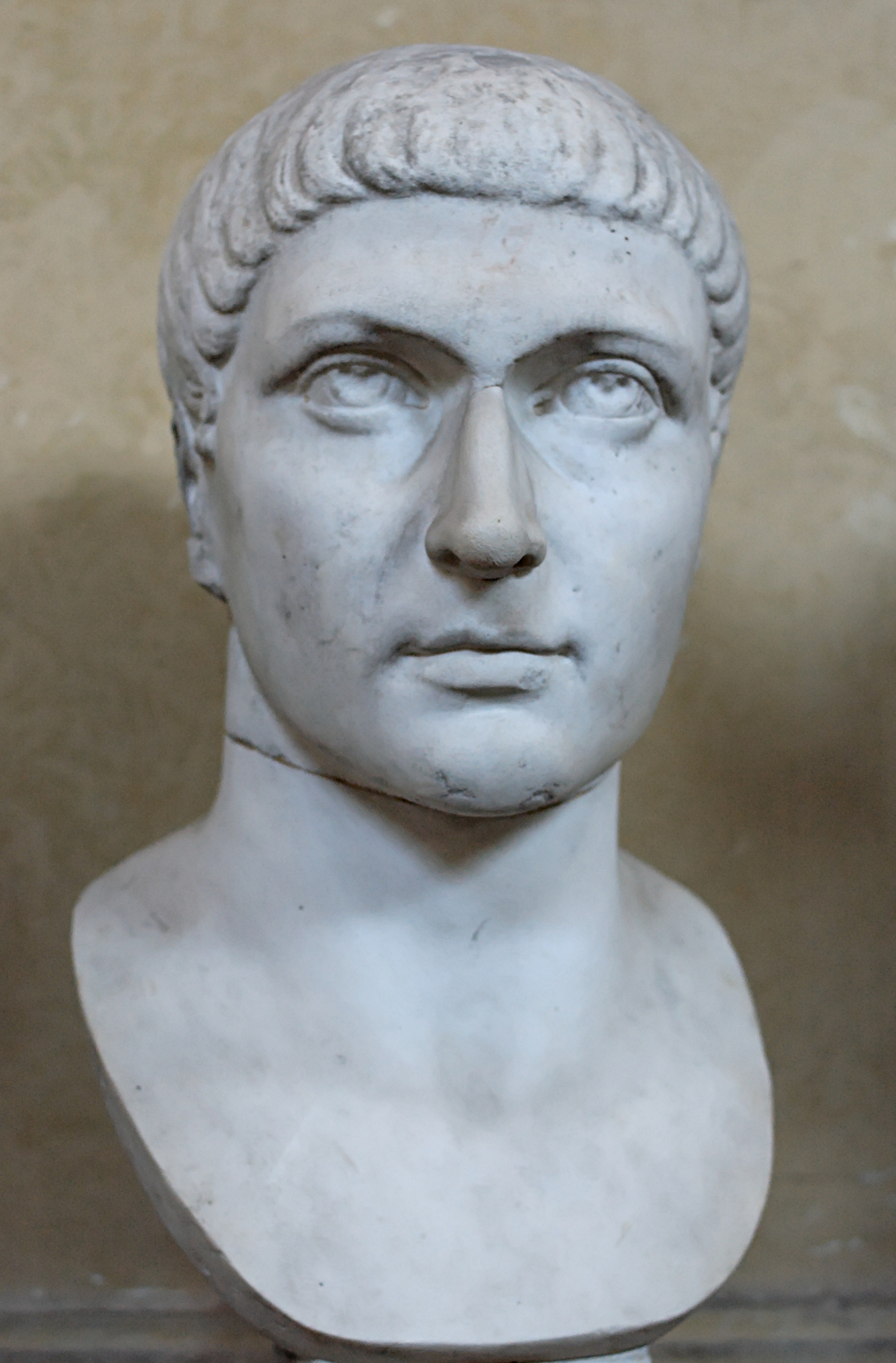
ガイウス・フラウィウス・ウァレリウス・コンスタンティヌス

### 時系列

#### 286年 - 293年
皇帝
- 東方（オリエント）ディオクレティアヌス 286年–293年
- 西方（オキシデント）マクシミアヌス 286年–293年

#### 293年 - 305年
正帝（皇帝）
- 東方（オリエント）ディオクレティアヌス 293年–305年
- 西方（イタリア本土およびアフリカ）マクシミアヌス 293年–305年

副帝
- 東方（イリュリクム）ガレリウス 293年–305年
- 西方（ガリアおよびヒスパニア）コンスタンティウス・クロルス 293年–305年

#### 305年 - 306年
正帝（皇帝）
- 東方（イリュリクム）ガレリウス 305年–306年
- 西方（ガリア、ヒスパニアおよびブリタンニア）コンスタンティウス・クロルス 305年–306年

副帝
- 東方副帝（オリエント）マクシミヌス・ダイア 305年–306年
- 西方副帝（イタリア本土およびアフリカ）フラウィウス・ウァレリウス・セウェルス 305年–306年

#### 306年 - 307年
正帝（皇帝）
- 東方（イリュリクム）ガレリウス 306年–307年
- 西方（イタリア本土およびアフリカ）フラウィウス・ウァレリウス・セウェルス 306年–307年
- 西方（ローマ）マクセンティウス 306年–307年

副帝
- 東方（オリエント）マクシミヌス・ダイア 306年–307年
- 西方（ガリア、ヒスパニア及びブリタニア）コンスタンティヌス1世 306年–307年

#### 307年 - 313年
正帝（皇帝）
- 東方（イリュリクム）ガレリウス 307年–311年
- 東方（トラキアおよびポントゥス）リキニウス 308年
- 東方（オリエント）マクシミヌス・ダイア 310年–313年
- 西方（ガリア、ヒスパニア及びブリタニア）コンスタンティヌス1世 307年
- 西方（イタリア）マクセンティウス 307年–312年
- 西方（イタリア）マクシミアヌス 307年–310年

副帝
- 東方（オリエント）マクシミヌス・ダイア 307年–310年

#### 313年 - 324年
正帝（皇帝）
- 東方（オリエント）リキニウス 313年–324年
- 西方（オキシデント）コンスタンティヌス1世 313年–324年
- 東方（オリエント）マルティニアヌス 324年

副帝
- 西方（イタリア）バシアヌス 313年–314年
- 東方（イリュリクム）ウァレリウス・バレンス 314–316年
- 東方（オリエント）小リキニウス 317年–324年
- 西方（オキシデント）クリスプス 317年–326年

#### 324年
皇帝
- コンスタンティヌス1世

## 評価
このように、ディオクレティアヌスのテトラルキアは313年に幕を閉じることになったが、帝国に様々な影響を残した。4つの地域区分は「道 (praefectura praetorio)」の形式を取って存続し、それぞれプラエフェクトゥス・プラエトリオ（道長官）によって統括されることとなった。道は12の管区（dioecesis）に分割され、その下位に位置する属州を跨がる軍司令官として任命されたマギステル・ミリトゥムにも影響を与えた。
従来から存在していた皇帝権を複数の皇帝で分けるという「コンソルティウム・インペリイ (consortium imperii) 」の概念は帝国の常態となり、皇帝即位への協力者が帝位継承者として任命されるという観念も帝国に広く浸透した。「唯一の正帝」となったコンスタンティヌス1世が死ぬと帝国では再び分担統治が行われるようになり、コンスタンティヌス朝の分担統治時代、ウァレンティニアヌス朝の分担統治時代を経て、東西ローマへの最後の分割とされるテオドシウス1世の息子たちによる分担統治の開始へとつながった。これら皇帝権の分割による帝国の分担統治は制度的には帝国が分裂しているわけではなく、ローマ帝国全土を実質的に支配する単独の皇帝が現れなかっただけで、ローマ帝国はひとつであったことに留意する必要がある。5世紀末に西の皇帝権（西ローマ皇帝）の廃止によって東の皇帝権（東ローマ皇帝）のみになるまで、東西の皇帝はまったく合法的にその皇帝権力を行使し得たのである。